# Ctenopteris vilosissima
Ctenopteris vilosissima là một loài thực vật có mạch trong họ Polypodiaceae. Loài này được W.J. Harley miêu tả khoa học đầu tiên.